# Гостилицкое шоссе
Гости́лицкое шоссе́ — шоссе в городе Петергофе Петродворцового района Санкт-Петербурга. Проходит от улицы Шахматова до границы города, расположенной на границе с КАД. На юго-восток продолжается Бабигонским шоссе, на юго-запад — трассой 41К-008.
Название появилось в XIX веке. Оно происходит от наименования деревни Гостилицы, в которую ведет шоссе и продолжающая его трасса 41К-008.
Изначально Гостилицкое шоссе начиналось от Университетского проспекта, продолжая Петергофскую улицу. Также включало современное Старо-Гостилицкое шоссе. 23 ноября 1970 года при создании проекта планировки микрорайона Гостилицкому шоссе задали современную трассу. Фактически участки от улицы Шахматова до Чебышёвской улицы и от Чичеринской улицы до Старо-Гостилицкого шоссе существуют с начала 1980-х годов.
Участок от Университетского проспекта до Чичеринской улицы закрыт в начале 1980-х годах. Первым на его месте был построен дом 11, корпус 1, по Чичеринской улице — в 1981 году. В 1987 году сдали дом 13, корпус 1, по Чичеринской, а в 1988 году — 14, корпус 2, по Чебышевской улице. Старую трассу поддерживают две «сталинки» — дома 11, корпус 3 (1957), и 13, корпус 2 (1958), по Чичеринской улице.
Участок от Чичеринской улицы до Троицкой горы, сохраняя прежнюю нумерацию домов, продолжал существовать как безымянный до 21 августа 2008 года, когда ему присвоили название Старо-Гостилицкое шоссе.

## Достопримечательности

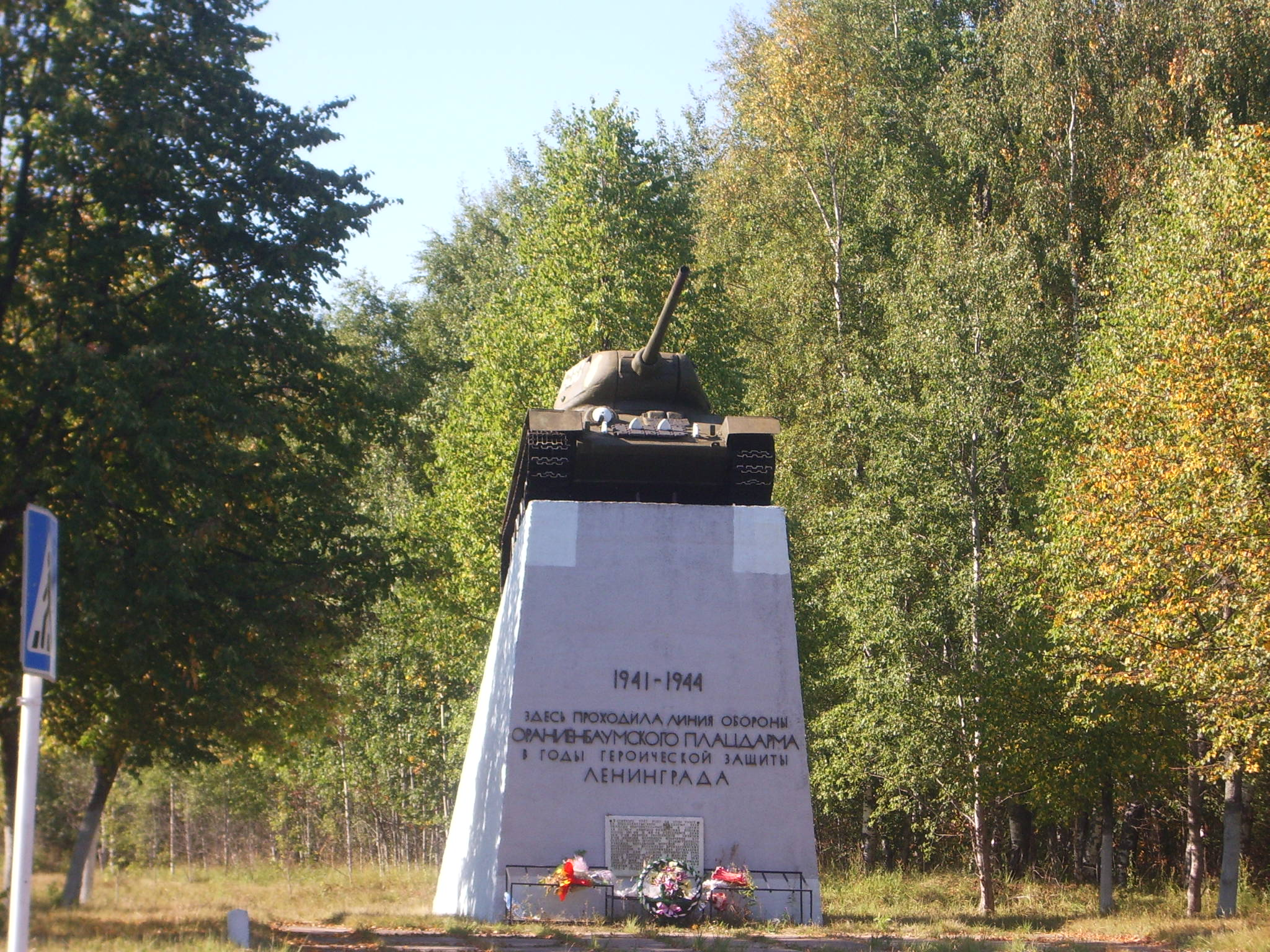
Мемориал «Атака»

На 8-м километре Гостилицкого шоссе установлен мемориал «Зелёного пояса славы» — «Атака» с танком Т-34-85. Мемориал, посвящённый памяти о блокаде Ленинграда и действиям танковых войск во время обороны города и прорыва блокады Памятник был установлен в 1969 году. Над композицией мемориала работали скульпторы Э. М. Агаян и Б. А. Свинин, архитектор — А. И. Алымов, инженерными работами по установке памятника руководил В. М. Иоффе.
.

## Застройка
- № 7, корпус 1 — жилой дом (1989[6])
- № 13, корпус 1 — жилой дом (1978[6])
- № 15, корпус 1 — жилой дом (1975[6])
- № 17, корпус 1 — жилой дом (1975[6])
- № 17, корпус 2 — жилой дом (1976[6])
- № 19, корпус 1 — жилой дом (1977[6])
- № 21, корпус 1 — жилой дом (1975[6])
- № 23/1 — жилой дом (1977[6])

## Перекрёстки
- Улица Шахматова / Бабигонское шоссе
- Чебышёвская улица
- Чичеринская улица
- Троицкая улица
- Троицкая улица / Старо-Гостилицкое шоссе
- Солнечная улица
- Цветочная улица
- Пригородная улица
- Астрономическая улица